# Nowo-Iwiczna (gmina)
Nowo-Iwiczna – dawna gmina wiejska istniejąca w latach 1867–1952 w Warszawskiem. Siedzibą władz gminy było początkowo Nowo-Iwiczna, lecz za II RP i w PRL siedziba znajdowała się w Staro-Iwicznej.

## Historia
Gmina Nowo-Iwiczna powstała 13 stycznia 1867 roku w związku z reformą gminną w Królestwie Polskim. Należała do powiatu warszawskiego w guberni warszawskiej. 
W okresie międzywojennym należała do powiatu warszawskiego w woj. warszawskim. 
1 stycznia 1924 z części obszaru gminy Nowo-Iwiczna (uzdrowisko Skolimów-Chylice) oraz z części obszaru gminy Jeziorna (osada-uzdrowisko Konstancin wraz z Konstancinkiem) utworzono nową gminę Skolimów-Konstancin.
Po wojnie gmina zachowała przynależność administracyjną.
1 lipca 1952 gmina Nowo-Iwiczna została zniesiona. Składała się wówczas z 17 gromad. Jej obszar podzielono między cztery jednostki:
- do gminy Jeziorna — gromady Chylice, Chyliczki (większą część), Józefosław i Julianów[10]
- do gminy Jazgarzew — gromady Czarnów, Siedliska i Wierzbno[11]
- do gminy Lesznowola[12] — gromady Janczewice, Jazgarzewszczyzna, Lesznowola, Lesznowola Kolonia, Magdalenka, Mysiadło, Nowa Iwiczna, Nowa Wola i Stara Iwiczna[10]
- do miasta Piaseczno — gromadę Orężna oraz część gromady Chyliczki[13][14].